# Erich Vogel (Widerstandskämpfer)
Erich Vogel (* 19. Oktober 1895 in Oschatz; † 21. Juni 1943 ebenda) war Lehrer, später ein Widerstandskämpfer gegen den Nationalsozialismus.

## Leben
Der Vater von Erich Vogel war Postschaffner. Von 1902 bis 1910 besuchte er die Volksschule. Von 1910 bis 1915 besuchte er das Lehrerseminar in Oschatz (das heutige Thomas-Mann-Gymnasium Oschatz). Von 1915 bis 1919 war er Soldat, ab 1919 Hilfslehrer in Limbach. 1922 Eintritt in die KPD. 1923 Schulleiter der Volksschule in Limbach. Am 21. Juli 1923 heiratete er die Näherin Lina Ella Scheibe, mit der er 3 Kinder hatte. 1931 erfolgte der Umzug nach Oschatz und die Anstellung als Lehrer an der Volksschule. 
Im August 1933 wurde er vom Reichstatthalter auf Grund des Gesetzes zur Wiederherstellung des Berufsbeamtentums aus dem Schuldienst entlassen. Er befand sich in Haft von 1933 bis 1934 im Lager Pappenheim und von 1934 bis 1936 im KZ Sachsenburg. 1938 war er Buchhalter in der Strickwarenfabrik Franke in Oschatz. Am 8. September 1939 wurde er erneut verhaftet und in das KZ Buchenwald gebracht. Erich Vogel verstarb nach seiner Entlassung aus dem KZ 1940 in Oschatz am 21. Juni 1943.